# Алтын-Эмельский район
Алтын-Эмельский район — единица административного деления Алма-Атинского округа Казакской АССР, существовавшая в 1928—1930 годах. Центр — село Коль-Камыс.
Алтын-Эмельский район был образован в 1928 году в составе Алма-Атинского округа на базе Балгалинской, Горно-Джалаировской и Наримановской волостей Талды-Курганского уезда Джетысуйской губернии. В конце 1929 года район был переименован в Малай-Саринский район. В 1930 году район был упразднён, а его территория разделена между Балхашским, Каратальским и Талды-Курганским районами.